# Aziatische auto in 2008
Dit artikel geeft een overzicht van alle Aziatische personenwagens die in 2008 op de markt kwamen. De auto's staan alfabetisch gerangschikt per merk.
| BYD |                  | concern:                       | onafhankelijk |
| BYD | divisie:         |                                |               |
| BYD | merk:            | BYD China                      |               |
| BYD | model:           | F6 / F6DM (plug-inhybride)     |               |
| BYD | einde productie: | 2012                           |               |
| BYD | productieaantal: | 173.976 (F6 verkocht in China) |               |

| Chana |                  | concern:    | Chang'an Motors China |
| Chana | divisie:         |             |                       |
| Chana | merk:            | Chana China |                       |
| Chana | model:           | Star S460   |                       |
| Chana | einde productie: | 2015        |                       |
| Chana | productieaantal: | ?           |                       |

| Daewoo |                  | concern:                                       | General Motors Verenigde Staten |
| Daewoo | divisie:         |                                                |                                 |
| Daewoo | merk:            | Daewoo Zuid-Korea                              |                                 |
| Daewoo | model:           | Daewoo Lacetti Premiere                        |                                 |
| Daewoo | einde productie: | 2011 (vervolgens als Chevrolet Cruze verkocht) |                                 |
| Daewoo | productieaantal: | ?                                              |                                 |

| Foton |                  | concern:    | BAIC Group China |
| Foton | divisie:         |             |                  |
| Foton | merk:            | Foton China |                  |
| Foton | model:           | Midi        |                  |
| Foton | einde productie: | 2014        |                  |
| Foton | productieaantal: | ?           |                  |

| GMC |                  | concern:                                                                   | General Motors Verenigde Staten |
| GMC | divisie:         | General Motors Africa and Middle East Verenigde Arabische Emiraten         |                                 |
| GMC | merk:            | GMC Verenigde Staten                                                       |                                 |
| GMC | model:           | Terrain compacte suv (badge-engineered Opel Antara voor het Midden-Oosten) |                                 |
| GMC | einde productie: | ca. 2010                                                                   |                                 |
| GMC | productieaantal: | ?                                                                          |                                 |

| Hafei |                  | concern:                 | China Aviation Industry Corporation China |
| Hafei | divisie:         |                          |                                           |
| Hafei | merk:            | Hafei, Hafei Luzun China |                                           |
| Hafei | model:           | Dabawang                 |                                           |
| Hafei | einde productie: | ?                        |                                           |
| Hafei | productieaantal: | ?                        |                                           |

| Hafei |                  | concern:                                 | China Aviation Industry Corporation China |
| Hafei | divisie:         |                                          |                                           |
| Hafei | merk:            | Hafei, Hafei Luzun China                 |                                           |
| Hafei | model:           | Xiaobawang (Minyi in een aantal markten) |                                           |
| Hafei | einde productie: | 2018                                     |                                           |
| Hafei | productieaantal: | ?                                        |                                           |

| Kia |                  | concern: | Hyundai Zuid-Korea |
| Kia | divisie:         | |                    |
| Kia | merk:            | Kia Zuid-Korea |                    |
| Kia | model:           | Forte sedan (1e generatie; kwam buiten Zuid-Korea in 2009 op de markt; in een aantal landen, waaronder Zuid-Korea zelf en in Zuid-Amerika, als 2e generatie Cerato op de markt) |                    |
| Kia | einde productie: | 2012 |                    |
| Kia | productieaantal: | ? |                    |

| Kia |                  | concern: | Hyundai Zuid-Korea |
| Kia | divisie:         | |                    |
| Kia | merk:            | Kia Zuid-Korea |                    |
| Kia | model:           | Mohave vijfdeur-suv (1e generatie; in Noord-Amerika en China als Borrego verkocht; in Noord-Amerika maar tot 2011 op de markt) |                    |
| Kia | einde productie: | 2019 |                    |
| Kia | productieaantal: | 22.663 (verkocht in de Verenigde Staten)                                                                                       |                    |

| Kia |                  | concern:                                               | Hyundai Zuid-Korea |
| Kia | divisie:         |                                                        |                    |
| Kia | merk:            | Kia Zuid-Korea                                         |                    |
| Kia | model:           | Soul kleine mpv (1e generatie)                         |                    |
| Kia | einde productie: | 2013                                                   |                    |
| Kia | productieaantal: | ca. 500.000 (verkocht in de Verenigde Staten en China) |                    |

| Lexus |                  | concern:    | Toyota Japan |
| Lexus | divisie:         |             |              |
| Lexus | merk:            | Lexus Japan |              |
| Lexus | model:           | GX          |              |
| Lexus | einde productie: | 2009        |              |
| Lexus | productieaantal: | ?           |              |

| MG |                  | concern:                                                                                          | SAIC China |
| MG | divisie:         |                                                                                                   |            |
| MG | merk:            | MG China                                                                                          |            |
| MG | model:           | 3 SW vijfdeurhatchback (1e generatie; badge-engineered Rover Streetwise; enkel in China verkocht) |            |
| MG | einde productie: | 2010–11                                                                                           |            |
| MG | productieaantal: | ca. 25.000 (verkocht in China)                                                                    |            |

| Nissan |                  | concern:     | onafhankelijk |
| Nissan | divisie:         |              |               |
| Nissan | merk:            | Nissan Japan |               |
| Nissan | model:           | Maxima       |               |
| Nissan | einde productie: | ?            |               |
| Nissan | productieaantal: | ?            |               |

| Nissan |                  | concern:     | onafhankelijk |
| Nissan | divisie:         |              |               |
| Nissan | merk:            | Nissan Japan |               |
| Nissan | model:           | Murano       |               |
| Nissan | einde productie: | ?            |               |
| Nissan | productieaantal: | ?            |               |

| Nissan |                  | concern:     | onafhankelijk |
| Nissan | divisie:         |              |               |
| Nissan | merk:            | Nissan Japan |               |
| Nissan | model:           | Pathfinder   |               |
| Nissan | einde productie: | ?            |               |
| Nissan | productieaantal: | ?            |               |

| Renault Samsung |                  | concern:                                                                                      | Renault Samsung Zuid-Korea |
| Renault Samsung | divisie:         |                                                                                               |                            |
| Renault Samsung | merk:            | Renault Frankrijk en Samsung Zuid-Korea                                                       |                            |
| Renault Samsung | model:           | Koleos cross-over-suv (1e generatie) QM5 (badge-engineered variant van Samsung in Zuid-Korea) |                            |
| Renault Samsung | einde productie: | 2016                                                                                          |                            |
| Renault Samsung | productieaantal: | ruim 100.000 (verkocht in Europa)                                                             |                            |

| Roewe MG |                  | concern:                                    | SAIC China |
| Roewe MG | divisie:         |                                             |            |
| Roewe MG | merk:            | Roewe (in China) en MG (buiten China) China |            |
| Roewe MG | model:           | 550 sedan (1 generatie)                     |            |
| Roewe MG | einde productie: | 2014                                        |            |
| Roewe MG | productieaantal: | 277.133 (Roewe verkocht)                    |            |

| Toyota |                  | concern:     | onafhankelijk |
| Toyota | divisie:         |              |               |
| Toyota | merk:            | Toyota Japan |               |
| Toyota | model:           | Land Cruiser |               |
| Toyota | einde productie: | ?            |               |
| Toyota | productieaantal: | ?            |               |